# حاجی‌آباد (خنداب)
حاجی‌آباد (خنداب)، روستایی از توابع بخش مرکزی شهرستان خنداب شهرستان خنداب در استان مرکزی ایران است.

## جمعیت
این روستا در دهستان خنداب قرار دارد و براساس سرشماری مرکز آمار ایران در سال ۱۳۸۵، جمعیت آن ۱۰۳ نفر (۲۶خانوار) بوده‌است.